# Maignelay-Montigny
Maignelay-Montigny is een gemeente in het Franse departement Oise (regio Hauts-de-France). De plaats maakt deel uit van het arrondissement Clermont. Maignelay-Montigny telde op 1 januari 2022 2.493 inwoners.

## Geografie
De oppervlakte van Maignelay-Montigny bedroeg op 1 januari 2022 18,79 vierkante kilometer; de bevolkingsdichtheid was toen 132,7 inwoners per km².

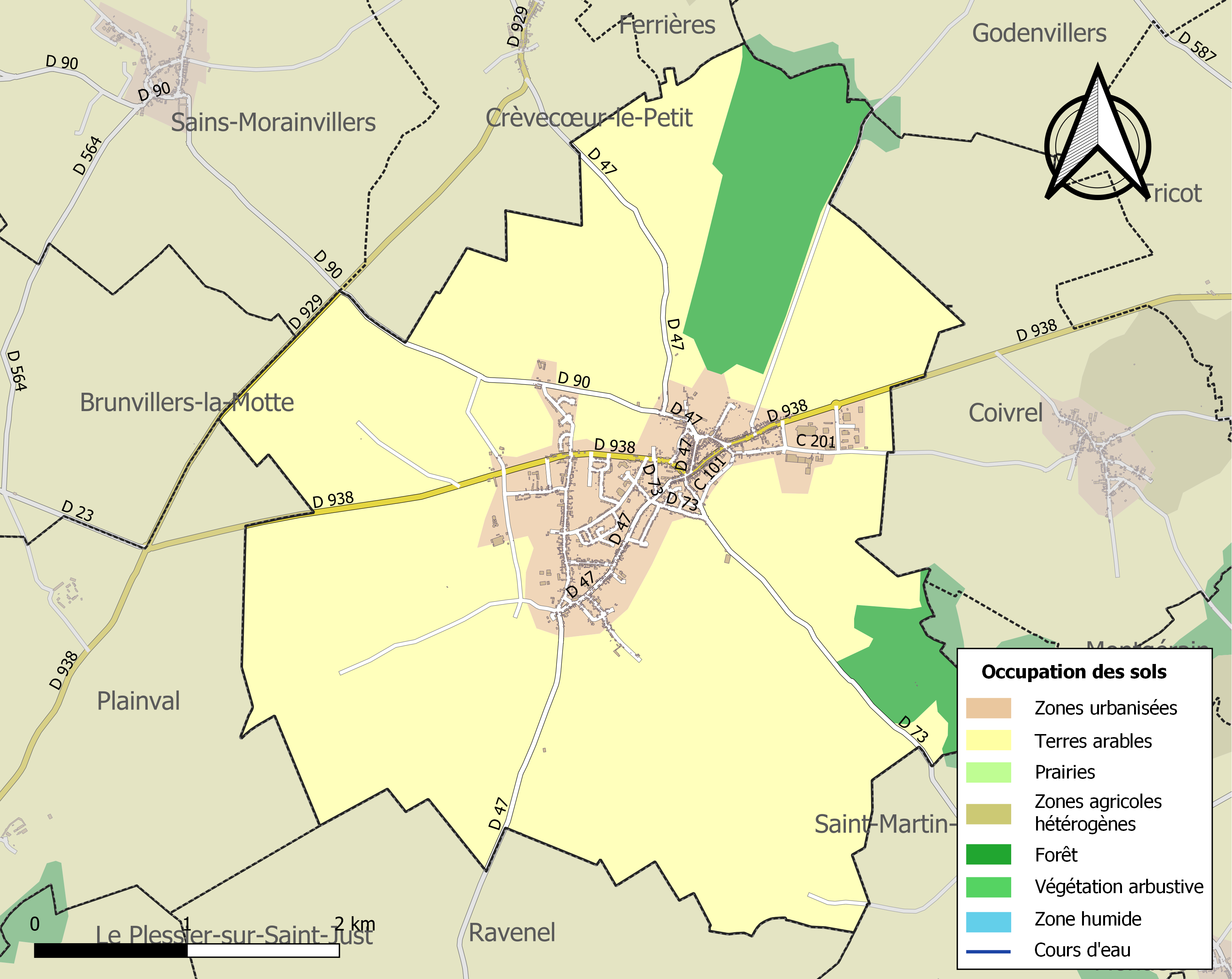
Kaart van de gemeente met belangrijkste infrastructuur, bodemgebruik en omliggende gemeenten

## Demografie
Onderstaande figuur toont het verloop van het inwonertal (bron: INSEE-tellingen).

## Geboren in Maignelay-Montigny
- Serge Bourguignon (1928), filmregisseur